# 화정도서관
화정도서관은 경기도 고양시 덕양구 화정1동 소재의 시립 도서관이다.

## 연혁
- 2003년 9월 4일 개관.

## 시설현황
- 3층: 종합자료실, 열람실, 휴게실
- 2층: 디지털자료실, 열람실, 북카페, 수서정리실
- 1층: 어린이자료실, 노인및장애인 연속간행물실, 사무실
- 지하 1층: 시청각실, 대회의실

## 이용 안내
이용 시간
- 열람실 : 하절기(3월~10월) 07:00 ~ 23:00 / 동절기(11월~2월) 08:00 ~ 23:00
- 종합자료실 : 월~목 09:00 ~ 22:00 / 토~일 09:00 ~ 18:00
- 어린이자료실 : 매일 09:00 ~ 18:00
- 연속간행물실(정기간행물실) : 매일 09:00 ~ 18:00
- 디지털자료실(정보검색실) : 월~목 09:00 ~ 22:00 / 토~일 09:00 ~ 18:00

정기휴관일
- 매주 금요일, 공휴일